# José Luis Munguía
José Luis Munguía   (San Salvador, 28 d'octubre de 1959 - San Salvador, 24 de març de 1985) fou un futbolista salvadorenc de la dècada de 1980.
Fou internacional amb la selecció del Salvador.
Pel que fa a clubs, destacà a CD FAS.
Va morir per culpa d'un accident automobilístic.